# 宮白桃子
宮白 桃子（みやしろ ももこ、5月9日 - ）は、日本の女性声優。埼玉県出身。ステイラック所属。

## 来歴
2019年、Follow-Up養成所入所。2022年、ステイラック所属。

## 人物
特技は、歌、ダンス。趣味は、カラオケ、ウォーキング、コスプレ。

## 出演

### テレビアニメ
2023年
- マッシュル-MASHLE-（2023年 - 2024年、受験生、生徒） - 2シリーズ

2024年
- 薬屋のひとりごと（禿）
- 最強タンクの迷宮攻略〜体力9999のレアスキル持ちタンク、勇者パーティーを追放される〜（ホムンクルスB）
- ヴァンパイア男子寮（女性客B）
- ガールズバンドクライ（アイ）
- 時々ボソッとロシア語でデレる隣のアーリャさん（女子生徒、女性客、小学校のクラスメイト、生徒）
- 先輩はおとこのこ（同級生A）
- 【推しの子】（女性客）
- 神之塔 -Tower of God- 王子の帰還（助手ロボット）

2025年
- 闇芝居 十四期
- どうせ、恋してしまうんだ。
- ババンババンバンバンパイア（女子生徒）
- メダリスト（鬼寅カンナ）
- 履いてください、鷹峰さん（女子生徒B）
- クラシック★スターズ（女子）
- ネクロノミ子のコズミックホラーショウ
- ぷにるはかわいいスライム（客）

### 劇場アニメ
- 劇場版ブルーロック -EPISODE 凪-（2024年）[31]

### ゲーム
- C.V. 私と私の中の人 The Fourth Insider（五月山さつき[32]、真野ユイ[32]）
- ヘブンバーンズレッド（翡翠）
- 逆転オセロニア（紅葉姫）
- けものフレンズ3（ヒクイドリ[33]）
- アッシュアームズ−灰燼戦線−（ANT-63[34]）
- ビビットワールド（パパラチア、キャスラ、ラブラド、錬金釜つぼがみ）
- アスタータタリクス（グリートーネア[35]）
- 龍與世界的盡頭（阿格萊亞）

- 誰ガ為のアルケミスト（ローレアム[36]）
- 百鬼異聞録 ～妖怪カードバトル〜（蜃気楼(女)[37]）
- ハリーポッター：魔法の覚醒

### 吹き替え
- ザ・タワー ~刑事サラ・コリンズの捜査~（リジー・アダマ[38]）
- オットーという男（ルナ、バーブ）
- エスター ファースト・キル（セーラ、マディソン）
- スノーマンに恋して（ケイディ）
- セナ[39]（アドリアーネ・ガリステウ）

- グラッジ 復讐計画（アンバー[40]）
- We are Lady Parts（生徒）
- ザ・インフルエンサー（ピュア・D）
- あぶない！？パジャマパーティー（ブリストン）
- パーシー・ジャクソンとオリンポスの神々[41]
- ウォーキング・デッド ：ダリル・ディクソン
- セバスチャン・フィツェックの治療島（ミラ[42]）
- マスカレード（少女、ベビーシッター）
- 若き光の拡散（女子学生）

### ナレーション
- ジャンプチャンネル ブランディング映像「キャラクターが、生きている。」[43]

- THE GUNDAM BASE TOKYO 総合PV「THE GUNDAM BASE」
- Dear My HERO～ありがとうで人生上々～
- Renta! WebCM「明日はどっちだ！」

### ラジオ
- ONETOONE金曜日「宮白桃子のどんぶらこラジオ」[44]
- ファンキル・タガタメ Presents 今泉Pと王子的3分間[45]

### テレビ番組
- 浪川&岡本 ボイコミラボ（2023年1月25日[46]）

### 舞台
- 爆走おとな小学生 第二十三回全校集会『アイディール・セミナー/Final session』（2025年6月4日・8日、こくみん共済 coop ホール／スペース・ゼロ） - 染谷和佳奈 役（花岩香奈、汐入あすかとのトリプルキャスト）[47]
- エナジーエール（杉下花梨[48]）

### ボイスオーバー
- 野生動物を救え！[49][50]

### オーディオブック
- 出来損ないと呼ばれた元英雄は、実家から追放されたので好き勝手に生きることにした（2025年、ナレーター[51]）

### ドラマCD
- 気になってる人が男じゃなかった（女子、店員）

### ボイスコミック
- 2.5次元の推しがクラスメイトになりました！？（綿瀬葉乃[52]）
- 気になる気になる地縛霊（地縛霊）
- 召使令嬢は国境を越え、敵国の公爵騎士様に溺愛される（セシル）
- ひかるイン・ザ・ライト！（松本美紅、長澤詩音）

### Webアニメ
- しーちゃんのごちそう（よっちゃん[53]）
- 幽世と異世界の姫（一ノ瀬伊香）
- 都保健所 普及動画「学生向け”ちゃんとごはん”のススメ」（女子学生）
- さいたまIT・WEB専門学校「アニメで分かる！エンジニアやプログラマーどんな仕事？」（娘）
- Webアニメ「おわりの時に思うこと」（遠藤[54]）